# Vanni Marcoux
Vanni Marcoux, Vanni-Marcoux, właśc. Jean-Émile Diogène Marcoux (ur. 12 czerwca 1877 w Turynie, zm. 22 października 1962 w Paryżu) – francuski śpiewak operowy, bas-baryton.

## Życiorys
Studiował prawo na uniwersytecie w Turynie, jednocześnie pobierając lekcje śpiewu. Zadebiutował na scenie w wieku 17 lat w Turynie, wykonując rolę Sparafucilego w Rigoletcie. W 1899 roku wystąpił w Bayonne w roli ojca Laurentego w operze Charles’a Gounoda Romeo i Julia. W kolejnych latach śpiewał w Nicei, Turynie i Hadze. W 1905 roku wystąpił w Covent Garden Theatre w Londynie, a w 1908 roku w Théâtre de la Monnaie w Brukseli. W 1908 roku rolą Mefistofelesa w Fauście Gounoda debiutował w Operze Paryskiej. W 1910 roku wystąpił w specjalnie dla niego napisanej roli tytułowej w prapremierowym przedstawieniu opery Jules’a Masseneta Don Quichotte. Gościnnie występował w Mediolanie (1910), Bostonie (1911–1912) i Chicago (1913–1914). Od 1918 do 1936 roku związany był z paryską Opéra-Comique. W latach 1938–1943 wykładał w Konserwatorium Paryskim. Od 1948 do 1951 roku pełnił funkcję dyrektora Grand Théâtre w Bordeaux.
W swoim repertuarze posiadał ponad 240 ról basowych i barytonowych, m.in. Don Giovanniego w Don Giovannim, Don Basilia w Cyruliku sewilskim, Fafnera i Hundinga w Pierścieniu Nibelunga, Jagona w Otellu, Scarpii w Tosce, Barona Ochsa w Kawalerze srebrnej róży, Borysa Godunowa w Borysie Godunowie, Golauda w Peleasie i Melisandzie.